# Constitutio contra astrologos iudiciarios
La Constitutio contra astrologos iudiciarios è una bolla pontificia emanata da papa Urbano VIII, datata 1° aprile 1631. Viene chiamata anche "inscrutabilis", ovvero con la prima parola del testo.
La bolla fa seguito ad un documento pontificio del 1586 di Sisto V, anch'esso di forte condanna della pratica degli astrologi e dei negromanti.

## Contesto
Il papato di Urbano VIII fu inizialmente molto tollerante verso il clima di rinnovamento culturale della prima parte del XVII secolo, compreso il dibattito le scienze e l'astrologia, che pure era oggetto di vivaci discussioni dei membri della corte pontificia. Tuttavia, questa situazione si interruppe bruscamente quando tra i cardinali si cominciò a diffondere la previsione, di natura divinatoria (ma anche con forti potenziali implicazioni politiche), dell'imminente morte del pontefice prevista per l'anno 1630. Urbano VIII reagì molto duramente emettendo questa bolla, nel 1631.

## Contenuto

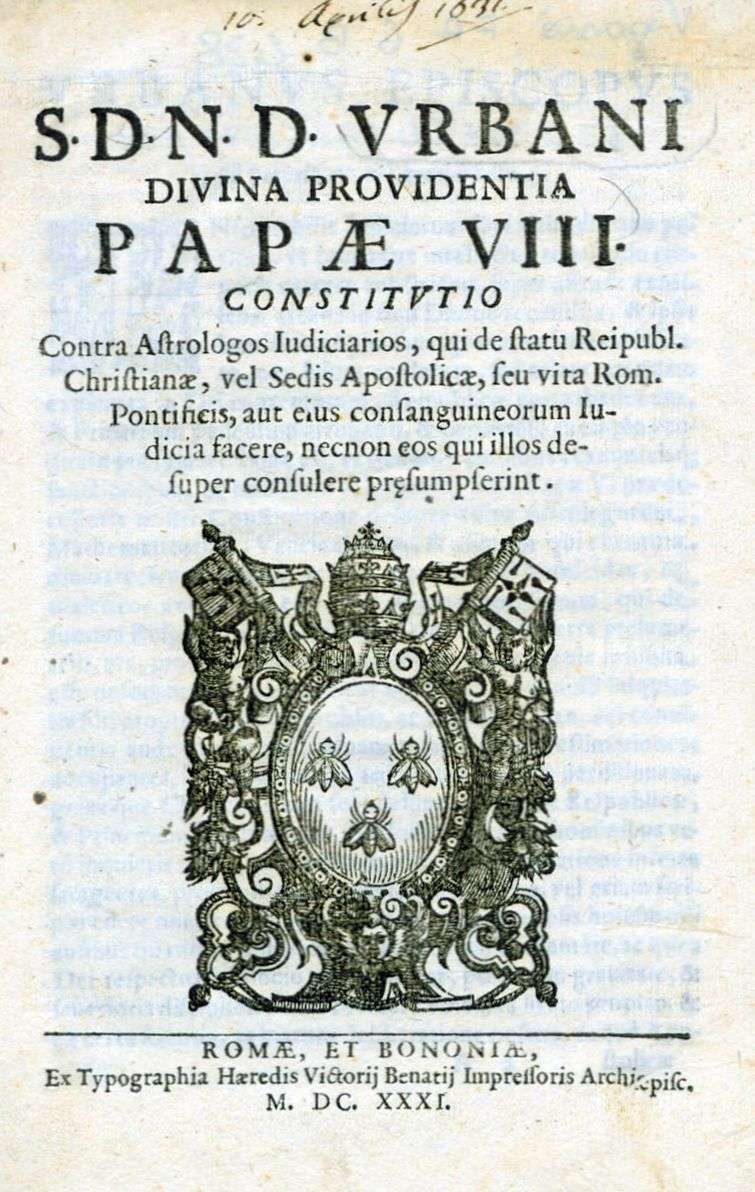
Frontespizio

La bolla si esprime con durezza contro l'attività degli astrologi e dei negromanti. Le pene erano assai severe, arrivando fino alla pena di morte.